# Machine Intelligence Research Institute
Le Machine Intelligence Research Institute, ou MIRI (anciennement Singularity Institute for Artificial Intelligence ou SIAI, l'Institut a changé de nom en 2013 pour ne pas être confondu avec la Singularity University) est une association à but non lucratif fondée en 2000 spécialisée dans l'intelligence artificielle, dont le but est de faire connaître les dangers et intérêts potentiels que l'intelligence artificielle pourra apporter dans le futur. L'organisation s'inspire fortement des idées avancées par le concept de la singularité technologique, qui - selon les prédictions - devrait suivre l'arrivée d'une forme d'intelligence artificielle avancée. Selon eux, les risques potentiels apportés par un tel concept nécessiterait des recherches approfondies et une forme de prévention afin de limiter toute forme de danger pour l'humanité,. Le Singularity Institute épouse les idées du modèle AI amicale créé par son codirigeant Eliezer Yudkowsky en tant que solution potentielle à ce genre de problèmes.
Luke Muehlhauser est le directeur exécutif. Ray Kurzweil, auteur, ingénieur, chercheur, et futurologue, a été directeur de l'institut entre 2007 et 2010. L'institut possède un conseil général, ses membres principaux sont Nick Bostrom, Aubrey de Grey, Peter Thiel, et Christine Peterson. Il existe une branche au Canada, SIAI-CA, formée en 2004.